# منتخب إيطاليا لهوكي الدحرجة للرجال

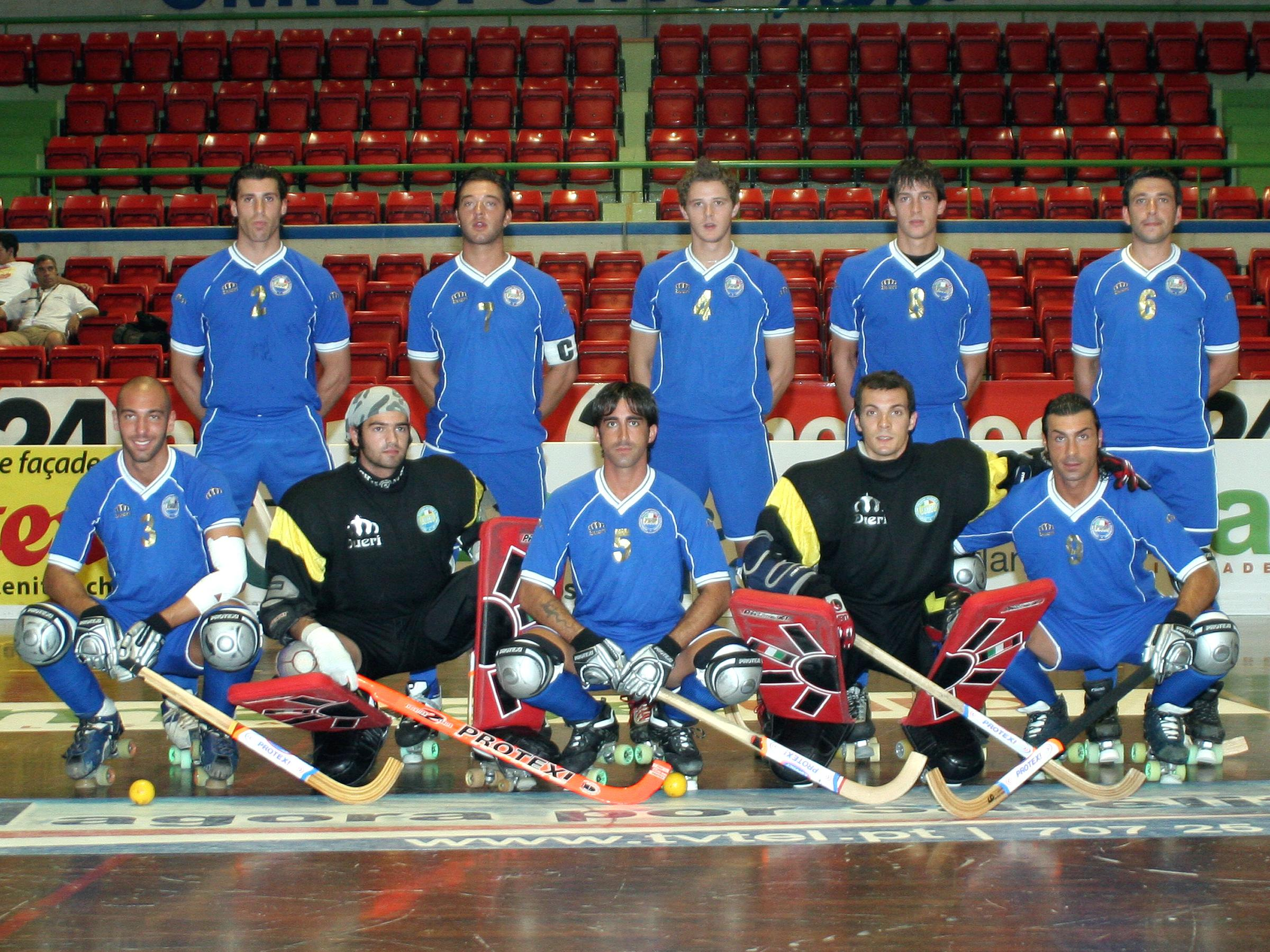

منتخب إيطاليا لهوكي الدحرجة للرجال (بالإيطالية: Nazionale di hockey su pista dell'Italia)‏ هو ممثل إيطاليا الرسمي في المنافسات الدولية في هوكي الدحرجة
.